# Edmond Halley
Sir Edmond Halley (født 8. november 1656, død 14. januar 1742) var en engelsk astronom, geofysiker, matematiker, meteorolog og fysiker. 
I 1705 beregnede Halley, at en lysende komet var periodisk tilbagevendende og ville vise sig igen i 1758. Kometen viste sig som forventet og er nu kendt som Halleys Komet. Desværre døde Halley i 1742 og så derfor aldrig sin forudsigelse blive virkeliggjort. 
I 1716 opfandt Halley to typer dykkerklokker, som ville gøre det muligt for folk at udforske dybhavet. Halley var banebrydende for vores forståelse af mange forskellige ting: handel, vinde, tidevand, kartografi, marinehjælpeskibe, navigation, statistik omkring dødelighed og stjernernes bevægelser. 
Halley var af den, set med nutidige øjne, fejlagtige overbevisning, at Jorden bestod af koncentriske kugler på størrelse med de inderste planeter, som hver kunne indeholde liv.

## Eksterne kilder
- NASA's Astronomy Picture of the Day Archive Arkiveret 26. marts 2009 hos  Wayback Machine

- Wikimedia Commons har flere filer relateret til Edmond Halley

1. ↑  Navnet er anført på engelsk og stammer fra Wikidata hvor navnet endnu ikke findes på dansk.
2. ↑  Navnet er anført på engelsk og stammer fra Wikidata hvor navnet endnu ikke findes på dansk.